# Biogeneza ribozoma
Biogeneza ribozoma je proces formiranja ribozoma. U prokariotskim ćelijama, on se odvija u citoplazmi transkripcijom niza ribozomskih genskih operona. Kod eukariota, ovaj proces se odvija u citoplazmi i nukleusu. Biogeneza ribozoma obuhvata koordiniranu funkciju preko 200 proteina u sintezi i obradi četiri rRNK molekula, kao i njihovom sklapanju sa ribozomalnim proteinima. 

## Prokariote
Grupa od 52 gena kodira ribozomalne proteine. Oni se nalaze na 20 operona unutar prokariotske DNK. Regulacija sinteze ribozoma je zavisna od regulacije same rRNK.

## Eukariote
Ribozomalna proteinska sinteza se kod eukariota odvija, poput sinteze većine proteina, u citoplazmi u neposrednoj blizini nukleusa. Individualne velike i male ribozomalne jedinice se sintetišu i unose u nukleus kroz nukleusne pore. Te pore imaju prečnik od 120  i omogućavaju unos 560,000 ribozomalnih proteina u minuti u jedro putem aktivnog transporta. 
Ribozomalna RNK se transkribuje u nukleolusu velikom brzinom. Nukleolus sadrži sve 45S rRNK gene. Jedini izuzetak je 5S rRNK koja se transkribuje izvan nukleolusa. Nakon transkripcije, rRNK se združuje sa ribozomalnim podjedinicama da formira funkcionalni ribozom.